# Unterellen
Unterellen is een dorp in de Duitse gemeente Gerstungen in het Wartburgkreis in Thüringen. De plaats wordt voor het eerst genoemd in een oorkonde uit 1138. De tot dan zelfstandige gemeente werd in 2004 bij Gerstungen gevoegd. 